# Gonomyia (Leiponeura) bicircularis
Gonomyia (Leiponeura) bicircularis is een tweevleugelige uit de familie steltmuggen (Limoniidae). De soort komt voor in het Australaziatisch gebied.